# 因卡瓦西山
13°26′50″S 72°51′30″W / 13.44722°S 72.85833°W

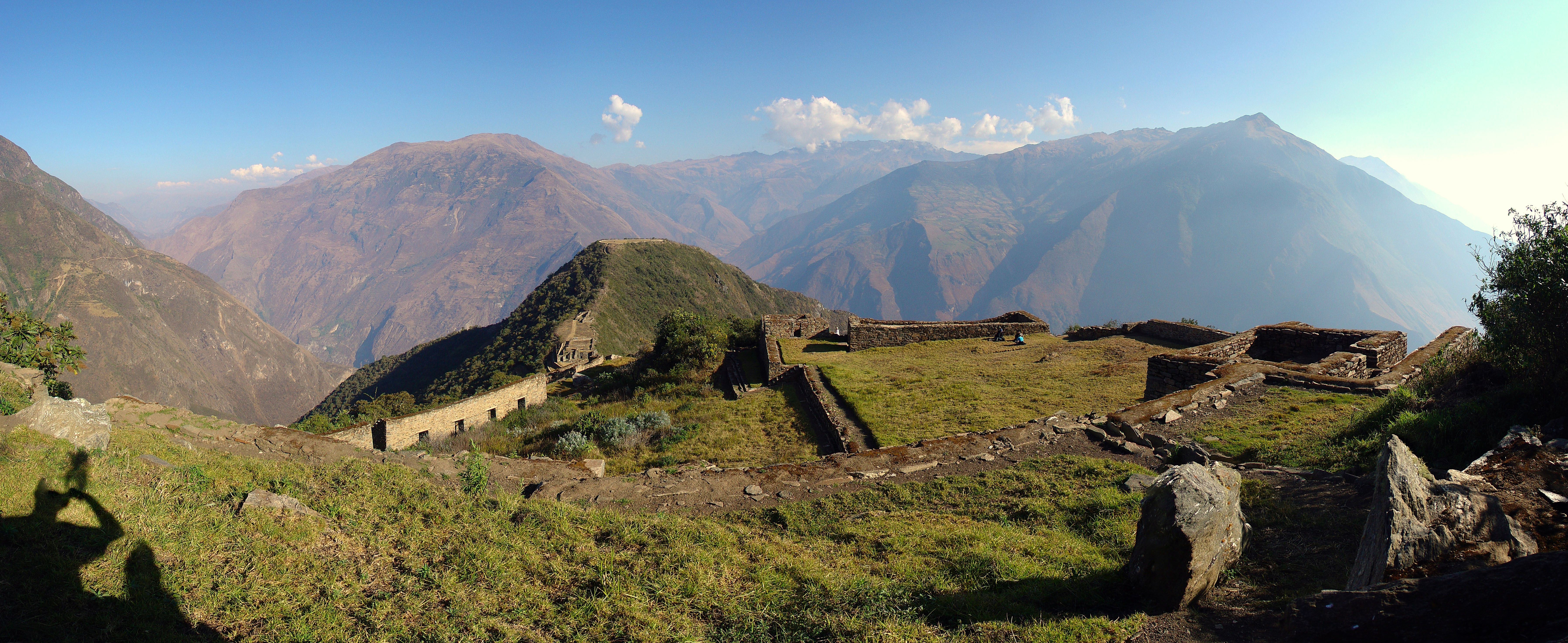

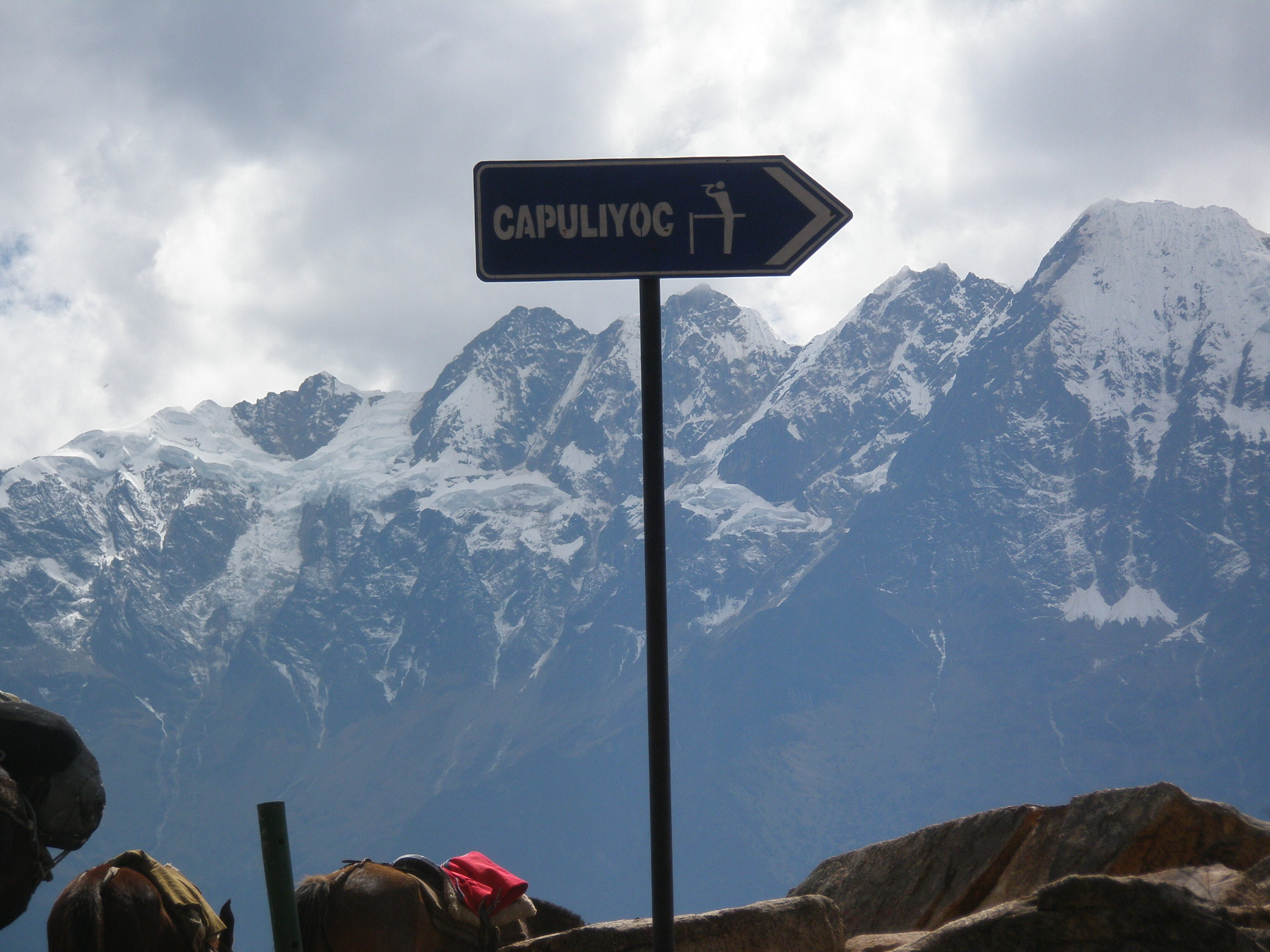

因卡瓦西山（克丘亞語中“印加之家”的意思）是秘魯的山峰，位於該國南部阿普里馬克大區的阿班凱省，處於阿普里馬克河沿岸，屬於安第斯山脈的一部分，海拔高度4,315米。